# Stelis maxima
Stelis maxima är en orkidéart som beskrevs av John Lindley. Stelis maxima ingår i släktet Stelis och familjen orkidéer. Inga underarter finns listade i Catalogue of Life.